# Potpourrii
Potpourrii is een puzzelspel voor de Wii, ontwikkeld door de Nederlandse studio Abstraction Games en uitgebracht in 2008 via WiiWare. Het spel biedt zowel een singleplayer- als een coöperatieve modus. Ondanks beperkte commerciële successen resulteerde het spel in een samenwerking met Chillingo (later EA Mobile), die Abstraction in 2009 de opdracht gaf om het spel naar iOS te porten.

## Spelverloop
In Potpourrii bevindt de speler zich in een betoverd bos dat verstoord is door een kwaadaardige tovenaar, die de natuurlijke orde van de seizoenen heeft verstoord. Het is aan de speler om het bos weer in balans te brengen met behulp van kabouters die geesten verzamelen. Deze geesten moeten vervolgens met een kanon naar de "potpourrii" worden geschoten, een draaiende kom die de geesten opneemt.
Het spel draait om een uniek systeem waarin de seizoenen centraal staan. In plaats van geesten simpelweg te laten verdwijnen door het matchen van drie van dezelfde soort, zoals in Puzzle Bobble, moeten de geesten in de juiste volgorde worden verwijderd. Elk seizoen kan namelijk een ander seizoen verdringen, vergelijkbaar met steen, papier, schaar: lente verwijdert winter, winter verwijdert herfst, herfst verwijdert zomer, en zomer verwijdert lente.
Door de geesten op de juiste manier te ordenen en te verwijderen, helpt de speler de kabouters de magische eik te genezen. Deze eik is het symbool voor het leven in het bos. Hoe groter de groepen geesten die tegelijk verdwijnen, hoe meer punten je verdient. Dit draagt bij aan de voortgang van het spel, waarbij de magische boom steeds meer geneest naarmate je verder komt. Uiteindelijk zal het bos zijn natuurlijke balans herstellen.
Potpourrii bevat een coöperatieve modus. In deze modus wordt een tweede kanon geïntroduceerd. Er zijn geen aparte regels of puntentellingen voor deze modus.

## Ontwikkeling en uitgave
Vóór Potpourrii werkte Abstraction Games aan Qoobs, een puzzelspel voor Xbox Live Arcade. Hoewel het project bijna voltooid was, werd het afgewezen door Microsoft Casual Games. Hierop besloten Ralph Egas en Erik Bastianen zich te richten op het pas aangekondigde WiiWare-platform. Ze verkregen een Wii Developer License en bestelden ontwikkelingshardware. Vervolgens werd Qoobs opgepikt door een uitgever, en na enkele maanden van werk en het indienen van het vernieuwde spel met hulp van de uitgever, werd het nogmaals afgewezen. Na de afwijzing besloten ze verder te werken aan een nieuw project, wat uiteindelijk resulteerde in de ontwikkeling van Potpourrii, die in februari 2008 begon. De ontwikkeling duurde ongeveer zes maanden. Egas en Bastianen waren verantwoordelijk voor het ontwerp en de programmering, terwijl het artwork, de muziek en de geluidseffecten werden uitbesteed aan externe partijen.
De Noord-Amerikaanse versie van Potpourrii werd uitgebracht op 15 september 2008, gevolgd door de Europese uitgave op 10 oktober 2008. Het spel werd aangeboden voor een prijs van 800 Wii-punten.
Ondanks dat het spel op WiiWare geen overweldigend succes werd, viel het spel wel op bij de mobiele uitgever Chillingo. Dit leidde ertoe dat Chillingo aan Abstraction Games vroeg om Potpourrii te porten naar het iOS platform (iPhone en iPod touch) in mei 2009. De snelle adaptatie van Potpourrii voor een nieuw platform binnen ongeveer twee weken maakte indruk op Chillingo, ondanks dat het spel ook op iOS geen doorslaand commercieel succes was. Deze vroege samenwerking was echter cruciaal in het opbouwen van een relatie tussen Abstraction Games en Chillingo, wat resulteerde in meerdere projecten in de toekomst, waaronder het porteren van Dracula: Undead Awakening naar diverse platforms en het populaire Angry Birds naar PlayStation Portable en PlayStation 3.
De WiiWare-dienst, waar Potpourrii oorspronkelijk voor werd uitgebracht, werd op 30 januari 2019 offline gehaald, waardoor het spel niet langer beschikbaar is op de Wii.

## Ontvangst
De ontvangst van Potpourrii was gemengd tot negatief. Hoewel de originaliteit van het puzzelconcept werd gewaardeerd, leidde de trage gameplay en het gebrek aan een duidelijke tutorial tot frustratie bij veel recensenten. De besturing werd vaak als onnauwkeurig omschreven, en spelers werden zonder begeleiding in het diepe gegooid. Ondanks de potentie van het seizoensgebonden mechanisme, concludeerden veel recensenten dat het spel uiteindelijk niet erg boeiend was en in de uitvoering tekortschoot.